# Евразия

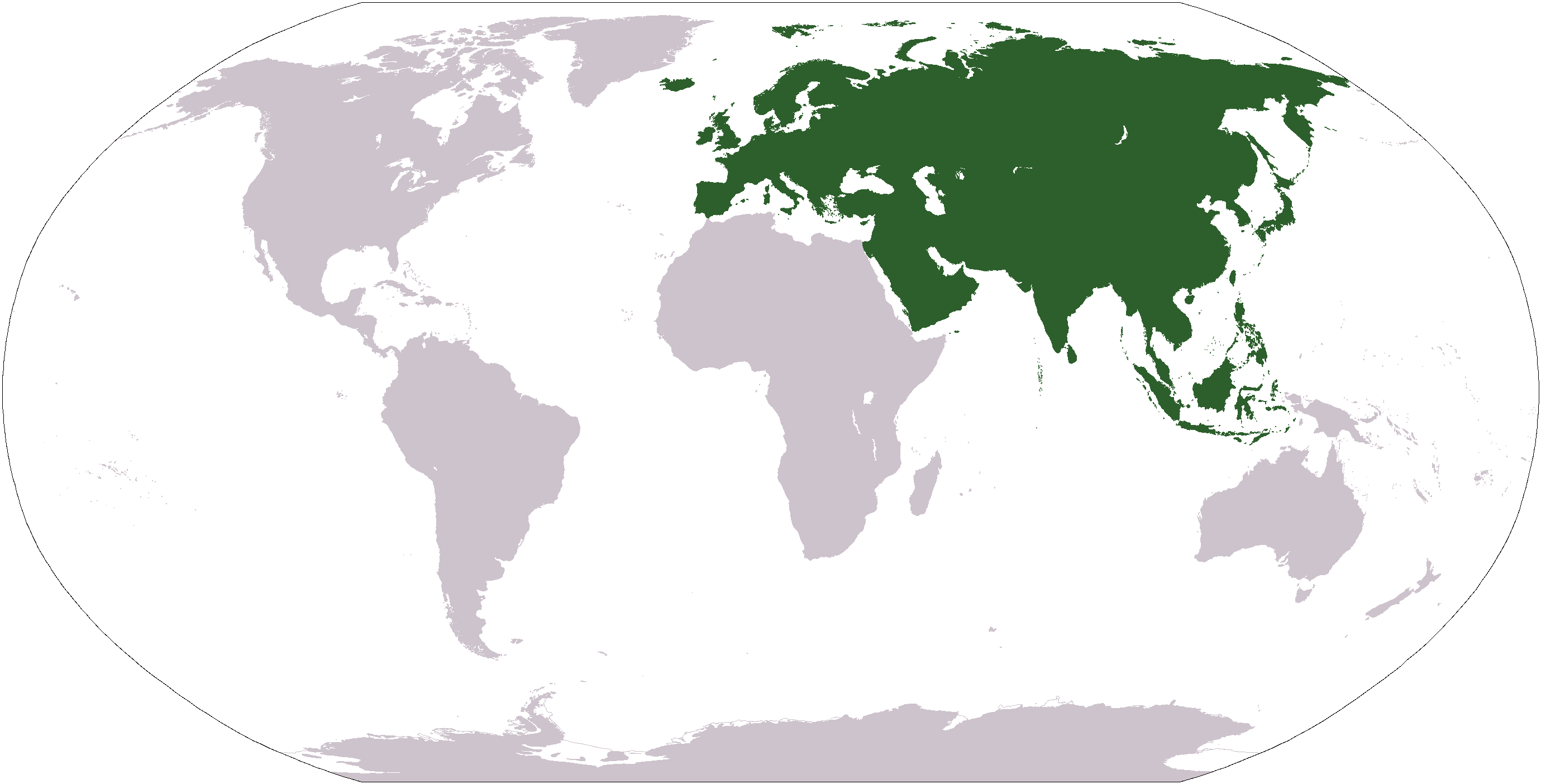
Евразия на карте мира

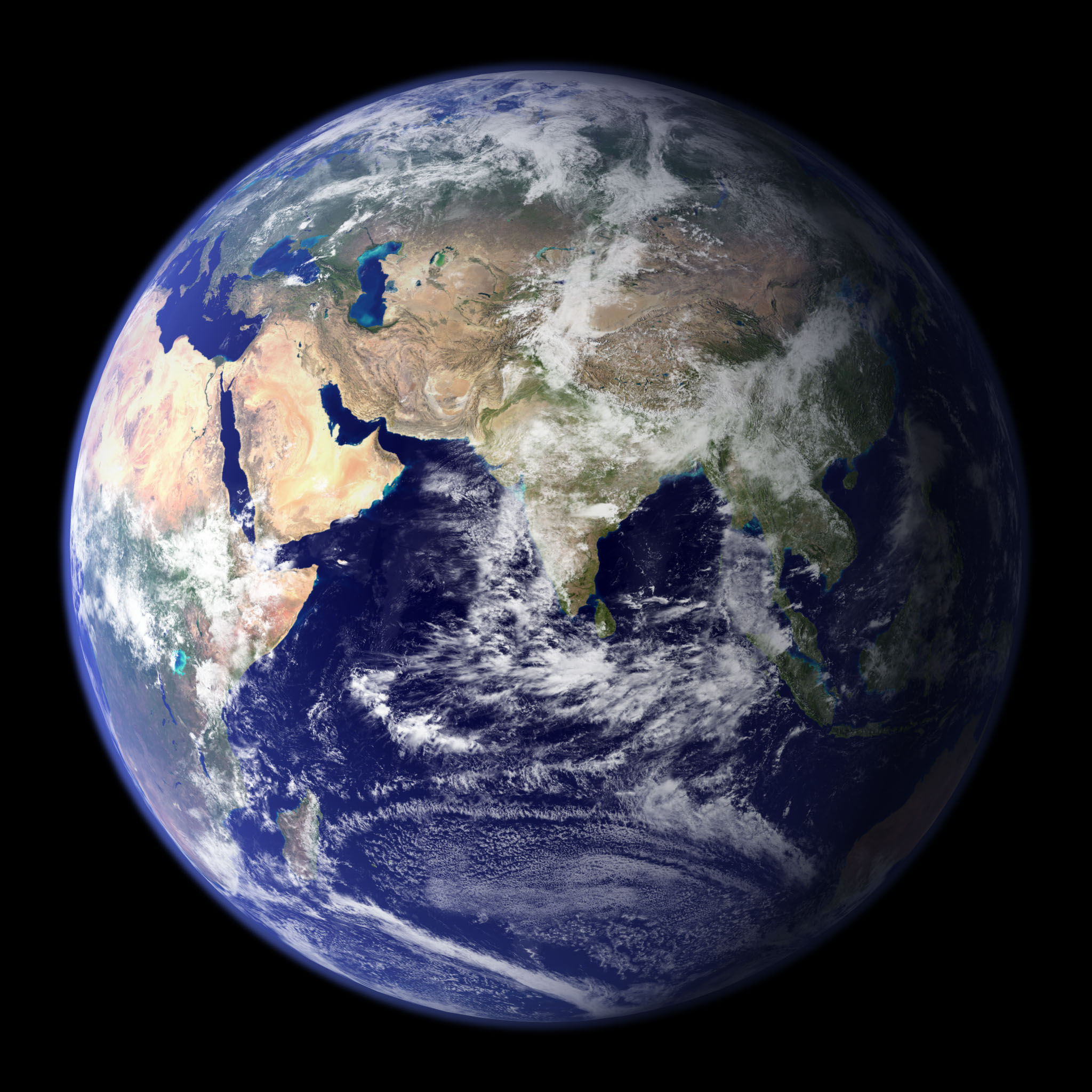
Африка, Евразия и Индийский океан (снимок из космоса)

Евра́зия — крупнейший из шести материков на Земле. Площадь — 53,6 млн км², что составляет 36 % площади суши. Население Евразии в 2025 году превысило 5,722 млрд чел., что составляет более 70 % населения планеты.

## Этимология
Первоначально крупнейшему континенту мира давались различные названия. Александр Гумбольдт, основатель географии как самостоятельной науки, использовал название «Азия» для всей Евразии. Карл Густав Ройшле в 1858 году в книге «Справочник по географии» (нем. Handbuch der Geographie) использовал термин «Двойной континент Азия-Европа» (нем. Doppelerdtheil Asien-Europa). Термин «Евразия» впервые употребил геолог Эдуард Зюсс в 1880-х годах.

## Географическое положение
Континент расположен в Северном полушарии между примерно 9° з. д. и 169° з. д., при этом часть островов Евразии находится в Южном полушарии. Бо́льшая часть континентальной Евразии лежит в Восточном полушарии, хотя крайние западная и восточная оконечности материка находятся в Западном полушарии.
Континент содержит две части света: Европу и Азию. Линию границы между Европой и Азией чаще всего проводят по восточным склонам Уральских гор, реке Урал, реке Эмба, северо — западному побережью Каспийского моря, реке Кума, Кумо-Манычской впадине, реке Маныч, восточному побережью Чёрного моря, южному побережью Чёрного моря, проливу Босфор, Мраморному морю, проливу Дарданеллы, Эгейскому и Средиземному морям. Это условное разделение сложилось исторически, следствием чего является варьирование определения границ Европы и Азии, вплоть до включения в Европу всего бассейна Каспийского моря, Малой Азии, Леванта, а также Южного Ирана, территорий бассейна рек Тигр и Евфрат, Аравии и Синая, при том, что последний по политическим причинам может быть включён в состав Африки.
В природном отношении резкой границы между Европой и Азией не существует. Континент объединён непрерывностью суши (Евразия также соединена по суше с Африкой, Суэцкий канал — искусственная линия разделения материков) сложившейся на настоящий момент тектонической консолидированностью и единством многочисленных климатических процессов.
Это единственный материк на Земле, омываемый четырьмя океанами: на юге — Индийским, на севере — Северным Ледовитым, на западе — Атлантическим, на востоке — Тихим.
Евразия протянулась с запада на восток до 16 тыс. км, с севера на юг — на 8 тыс. км, при площади ≈53,6 млн км². Это более трети площади всей суши планеты. Площадь островов Евразии составляет около 3,45 млн км².

### Крайние точки Евразии
Материковые точки
- Мыс Челюскин (Россия), 77°43′00″ с. ш.; 104°18′00″ в. д. - крайняя северная материковая точка.
- Мыс Пиай (Малайзия), 1°15′58″ с. ш.; 103°30′39″ в. д. — крайняя южная материковая точка.
- Мыс Рока (Португалия), 38°47' с.ш.; 9°30' з.д. — крайняя западная материковая точка.
- Мыс Дежнёва (Россия), 66°05′ с.ш.; 169°40′ з.д. — крайняя восточная материковая точка.

Географический центр Евразии расположен в 40 км к западу от г. Семей (бывший г. Семипалатинск), Казахстан.
Островные точки
- Мыс Флигели (Россия), 81°51’13" с.ш.; 104°18' в.д. — крайняя северная островная точка (однако согласно топографической карте острова Рудольфа, протянувшийся в широтном направлении берег к западу от мыса Флигели лежит на несколько сот метров севернее мыса в координатах 81°51′28″ с. ш. 58°52′00″ в. д.HGЯO).
- Южный остров (Кокосовые острова) 12°4' ю. ш. — крайняя южная островная точка.
- скала Моншик (Азорские острова) 31°16' з. д. — крайняя западная островная точка.
- Остров Ратманова (Россия) 169°0' з. д. — крайняя восточная островная точка.

### Крупнейшие полуострова
- Аравийский полуостров (3 млн км²);
- Индокитай (2 млн км²);
- Индостан (2 млн км²);
- Скандинавский полуостров (800 тыс. км²);
- Пиренейский полуостров (583 тыс. км²);
- Малая Азия (506 тыс. км²);
- Балканский полуостров (466 тыс. км²);
- Таймыр (400 тыс. км²);
- Камчатка (270 тыс. км²);
- Корейский полуостров (220 тыс. км²);
- Малакка (190 тыс. км²);
- Апеннинский полуостров (149 тыс. км²);
- Ямал (111 тыс. км²);
- Кольский полуостров (100 тыс. км²);
- Синайский полуостров (60 тыс. км²);
- Чукотский полуостров (49 тыс. км²);
- Ютландия (40 тыс. км²);
- Шаньдунский полуостров (35 тыс. км²);
- Ляодунский полуостров (29 тыс. км²);
- Полуостров Бретань (27 тыс. км²);
- Крым (27 тыс. км²);
- Полуостров Пелопоннеса (21 тыс. км²).

### Крупнейшие острова
- Борнео (Калимантан) (748 тыс. км²);
- Суматра (473 тыс. км²);
- Хонсю (227 тыс. км²);
- Великобритания (209 тыс. км²);
- Сулавеси (174 тыс. км²);
- Ява (132 тыс. км²);
- Лусон (110 тыс. км²);
- Исландия (103 тыс. км²);
- Минданао (97 тыс. км²);
- Ирландия (84 тыс. км²);
- Хоккайдо (83 тыс. км²);
- Сахалин (72 тыс. км²);
- Шри-Ланка (65 тыс. км²);
- Остров Северный (48 тыс. км²);
- Западный Шпицберген (39 тыс. км²);
- Кюсю (36 тыс. км²);
- Тайвань (36 тыс. км²);
- Остров Южный (33 тыс. км²);
- Хайнань (33 тыс. км²);
- Сицилия (25 тыс. км²);
- Сардиния (24 тыс. км²);
- Остров Котельный (23 тыс. км²);
- Сикоку (18 тыс. км²);
- Северо-Восточная Земля (14 тыс. км²);
- Остров Октябрьской Революции (14 тыс. км²);
- Самар (13 тыс. км²);
- Негрос (13 тыс. км²);
- Палаван (12 тыс. км²);
- Панай (12 тыс. км²);
- Остров Большевик (11 тыс. км²);
- Миндоро (10 тыс. км²);
- Кипр (9 тыс. км²);
- Остров Комсомолец (9 тыс. км²);
- Корсика (8 тыс. км²);
- Остров Крит (8 тыс. км²);
- Лейте (7 тыс. км²);
- Остров Врангеля (7 тыс. км²);
- Зеландия (7 тыс. км²);
- Остров Эдж (5 тыс. км²);
- Остров Святого Лаврентия (4 тыс. км²);
- Себу (4 тыс. км²);
- Майорка (Мальорка) (3 тыс. км²);
- Остров Колгуев (3 тыс. км²);
- Остров Вайгач (3 тыс. км²);
- Бохоль (3 тыс. км²);
- Итуруп (3 тыс. км²);
- Готланд (3 тыс. км²);
- Остров Фюн (3 тыс. км²);
- Земля Георга (2 тыс. км²);
- Сааремаа (2 тыс. км²);
- Остров Чеджудо (1 тыс. км²);
- Остров Белый (1 тыс. км²);
- Остров Пионер (1 тыс. км²);
- Уруп (1 430 тыс. км²);
- Эланд (1 342 тыс. км²);
- Остров Мэн (572 км²);
- Остров Мальта (246 км²);
- Остров Джерси (119 км²);
- Остров Гернси (65 км²).

### Крупнейшие архипелаги
- Малайский архипелаг (2 млн км²);
- Японские острова (377 тыс. км²);
- Архипелаг Новая Земля (90 тыс. км²);
- Шпицберген (61 тыс. км²);
- Архипелаг Северная Земля (37 тыс. км²);
- Новосибирские острова (29 тыс. км²);
- Эгейские острова (20 тыс. км²);
- Земля Франца-Иосифа (16 тыс. км²);
- Курильские острова (10 тыс. км²);
- Парасельские острова (7 тыс. км²);
- Ментавайские острова (6 тыс. км²);
- Балеарские острова (5 тыс. км²);
- Моонзундский архипелаг (3 тыс. км²);
- Фарерские острова (1 тыс. км²);
- Оркнейские острова (990 км²).

## Геологические характеристики

### Структура

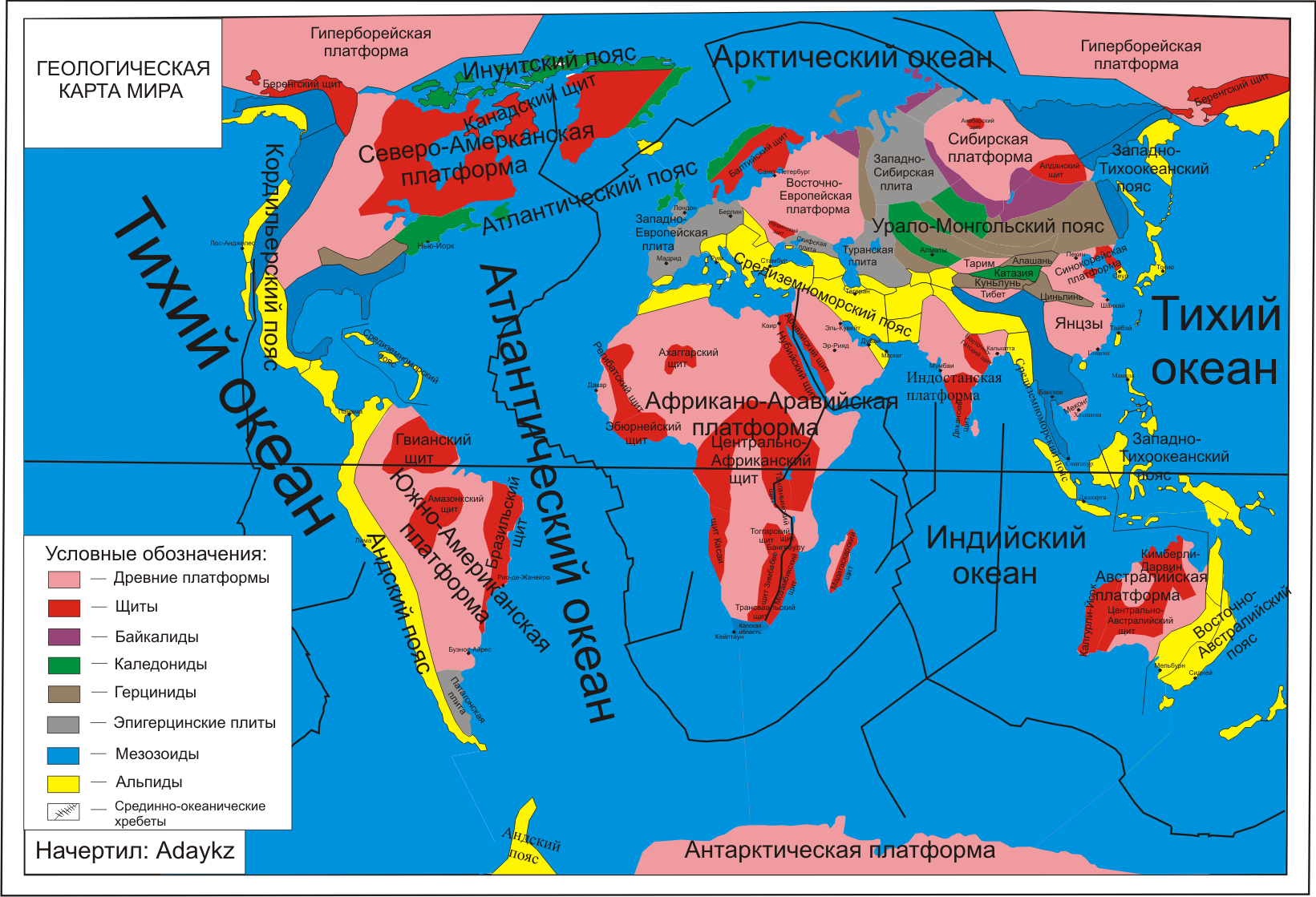
Геологические структуры Земли

Геологическая структура Евразии качественно отличается от структур других материков. Евразия сложена несколькими платформами и плитами. Континент сформировался в мезозойской и кайнозойской эрах и является самым молодым в геологическом отношении. Это отличает его от других континентов, представляющих собой возвышенности древних платформ, образовавшихся миллиарды лет назад.
Северная часть Евразии представляет собой череду плит и платформ, сформированных в периоды Архея, Протерозоя и Палеозоя: Восточно-Европейская платформа с Балтийским и Украинским щитами, Сибирская платформа с Алданским щитом, Западно-Сибирская плита. Восточная часть материка включает две платформы (Китайско-Корейскую и Южно-Китайскую), некоторые плиты и области мезозойской и альпийской складчатости. Юго-восточная часть материка представляет собой области мезозойской и кайнозойской складчатости. Южные районы материка представлены Индийской и Аравийской платформами, Иранской плитой, а также областями альпийской и мезозойской складчатости, которые преобладают и в южной Европе. Территория западной Европы включают в себя зоны преимущественно герцинской складчатости и плиты палеозойских платформ. Центральные области континента включают зоны палеозойской складчатости и плиты палеозойской платформы.
В Евразии есть множество крупных разломов и трещин, которые имеются в Сибири (Западная и озеро Байкал), Тибете и в некоторых других районах.

### История
Период формирования материка охватывает огромный промежуток времени и продолжается в наши дни. Начало процесса формирования древних платформ, слагающих континент Евразия, произошёл в докембрийскую эпоху. Тогда сформировались три древние платформы: Китайская, Сибирская и Восточно-Европейская, разделённые между собой древними морями и океанами. В конце протерозоя и в палеозое происходили процессы закрытия разделявших массивы суши океанов. В это время происходил процесс нарастания суши вокруг этих и других платформ и их группировка, что привело в конечном итоге к образованию суперконтинента Пангея к началу мезозойской эры.
В протерозое происходил процесс образования древних платформ Евразии Сибирской, Китайской и Восточно-Европейской. В конце эры увеличилась суша к югу от Сибирской платформы. В силуре произошёл эпизод обширного горообразования в результате соединения Европейской и Североамериканской платформ, образовавших крупный Североатлантический континент. На востоке Сибирская платформа и ряд горных систем объединились, образовав новый материк — Ангариду. В это время происходил процесс формирования рудных месторождений.
В каменноугольном периоде начался новый тектонический цикл. Интенсивные движения привели к образованию гористых участков, соединивших Сибирь и Европу. Подобные горные районы сформировались и на территории южных районов современной Евразии. До начала триасового периода все древние платформы сгруппировались и образовали материк Пангею. Этот цикл был долгим и разделялся на фазы. В начальной фазе шло горообразование на южных территориях нынешней западной Европы и в районах центральной Азии. В пермском периоде происходили новые крупные горообразовательные процессы, параллельно с общим поднятием суши. В результате к концу периода Евразийская часть Пангеи была регионом с крупной складчатостью. В это время происходил процесс разрушения старых гор и образования мощных осадочных отложений. В триасовом периоде геологическая активность была слабой, но в этом периоде на востоке Пангеи постепенно открылся океан Тетис, позднее в юре разделивший Пангею на две части — Лавразию и Гондвану. В юрском периоде начинается процесс орогенеза, пик которого, однако, пришёлся на кайнозойскую эру.
Следующий этап формирования континента начался в меловом периоде, когда начал открываться Атлантический океан. Окончательно же континент Лавразия разделился в кайнозое.
В начале кайнозойской эры северная Евразия представляла огромный массив суши, который слагали древние платформы, соединённые между собой областями байкальской, герцинской и каледонской складчатости. На востоке и юго-востоке к этому массиву примкнули области мезозойской складчатости. На западе Евразию от Северной Америки уже отделял Атлантический океан, на то время ещё неширокий. С юга этот огромный массив омывался сократившимся в размерах океаном Тетис. В кайнозое происходило сокращение площади океана Тетис и интенсивное горообразование на юге континента. К концу третичного периода континент принял свои современные очертания.

## Физические характеристики

### Рельеф
Рельеф Евразии чрезвычайно разнообразен, на нём находятся одни из самых больших равнин и горных систем мира, Восточно-Европейская равнина, Западно-Сибирская равнина, Тибетское нагорье. Евразия — самый высокий материк на Земле, его средняя высота — около 830 метров (средняя высота Антарктиды выше за счёт ледяного щита, но если её высотой считать высоту коренной породы, то континент будет самым низким). В Евразии находятся самые высокие горы на Земле — Гималаи (санскр. हिमालयः, IAST: himālayaḥ «обитель снегов»), а евразийские горные системы Гималаев, Тибета, Гиндукуша, Памира, Тянь-Шаня и др. образуют самую большую горную область на Земле.
Современный рельеф континента обусловлен интенсивными тектоническими движениями в периоды неогена и антропогена. Наибольшей подвижностью характеризуются Восточно-Азиатский и Альпийско-Гималайский геосинклинальные пояса. Мощными неотектоническими движениями характеризуется и широкая полоса разновозрастных структур от Гиссаро-Алая до Чукотки. Высокая сейсмичность присуща многим районам Средней, Центральной и Восточной Азии, Малайского архипелага. Действующие вулканы Евразии расположены на Камчатке, островах Восточной и Юго-Восточной Азии, в Исландии и в Средиземноморье.
Средняя высота континента — 830 м, горы и плоскогорья занимают около 65 % его территории.
Основные горные системы Евразии:

| - Гималаи - Альпы - Кавказ - Гиндукуш - Каракорум - Тянь-Шань | - Куньлунь - Алтай - горы Южной Сибири - горы Северо-Восточной Сибири - Переднеазиатские нагорья - Памиро-Алай | - Тибетское нагорье - Саяно-Тувинское нагорье - Деканское плоскогорье - Среднесибирское плоскогорье - Карпаты - Уральские горы |

Основные равнины и низменности Евразии:

| - Восточно-Европейская равнина - Западно-Сибирская равнина | - Туранская низменность - Великая Китайская равнина | - Индо-Гангская равнина |

Рельеф северных и ряда горных районов континента испытал воздействие древнего оледенения. Современные ледники сохранились на островах Арктики, в Исландии и в высокогорьях. Около 11 млн км² (главным образом на территории Сибири) занято многолетнемёрзлыми породами.

### Географические рекорды материка
В Евразии находится самая высокая гора Земли — Джомолунгма (Эверест), самое крупное (Каспийское море) и самое глубокое (Байкал) озёра, самая большая горная система по площади — Тибет, самый большой полуостров — Аравийский, самая большая географическая область — Сибирь, самая низкая точка суши — Впадина Мёртвого моря. На континенте расположен и полюс холода северного полушария — Оймякон.

### Историко-географическое районирование
Евразия является родиной древнейших цивилизаций — шумерской и китайской, и местом, где сформировались почти все древние цивилизации Земли. Евразия условно поделена на две части света — Европу и Азию. Последняя в силу своей величины делится на меньшие по размерам области — Сибирь, Дальний Восток, Приамурье, Приморье, Маньчжурия, Китай, Индия, Тибет, Уйгурия (Вост. Туркестан, ныне Синьцзян в составе КНР), Средняя Азия, Ближний Восток, Персия, Индокитай, Аравия и некоторые другие. Урал и Кавказ занимают промежуточное положение между двумя частями света.

## Климат
В Евразии представлены все климатические пояса и климатические зоны. На севере преобладают арктический и субарктический климатические пояса, затем широкой полосой Евразию пересекает умеренный пояс, далее следует субтропический пояс. Тропический пояс на территории Евразии прерывается, растянувшись по континенту от Средиземного и Красного морей до Индии. Субэкваториальный пояс выступает на север, охватывая Индию и Индокитай, а также крайний юг Китая, а экваториальный пояс охватывает, в основном, острова юго-восточной Азии. Климатические зоны морского климата находятся преимущественно на западе континента в Европе, а также островах. Зоны муссонного климата преобладают в восточных и южных районах. С погружением вглубь суши растёт континентальность климата, особенно это заметно в умеренном поясе при движении с запада на восток. Зоны наиболее континентального климата находятся в Восточной Сибири (см. Резко континентальный климат).
В окрестностях индийского города Черапунджи находится одно из самых дождливых мест на Земле.

## Природа

### Природные зоны
| Арктическая пустыня Тундра Тайга Смешанный лес Степь и лесостепь Субтропический лес Средиземноморский климат Муссонный лес Засушливая пустыня | Полупустыня Засушливая степь Полузасушливая пустыня Травянистая саванна Древесная саванна Сухие тропические леса Влажные тропические леса Альпийская тундра Горный лес |

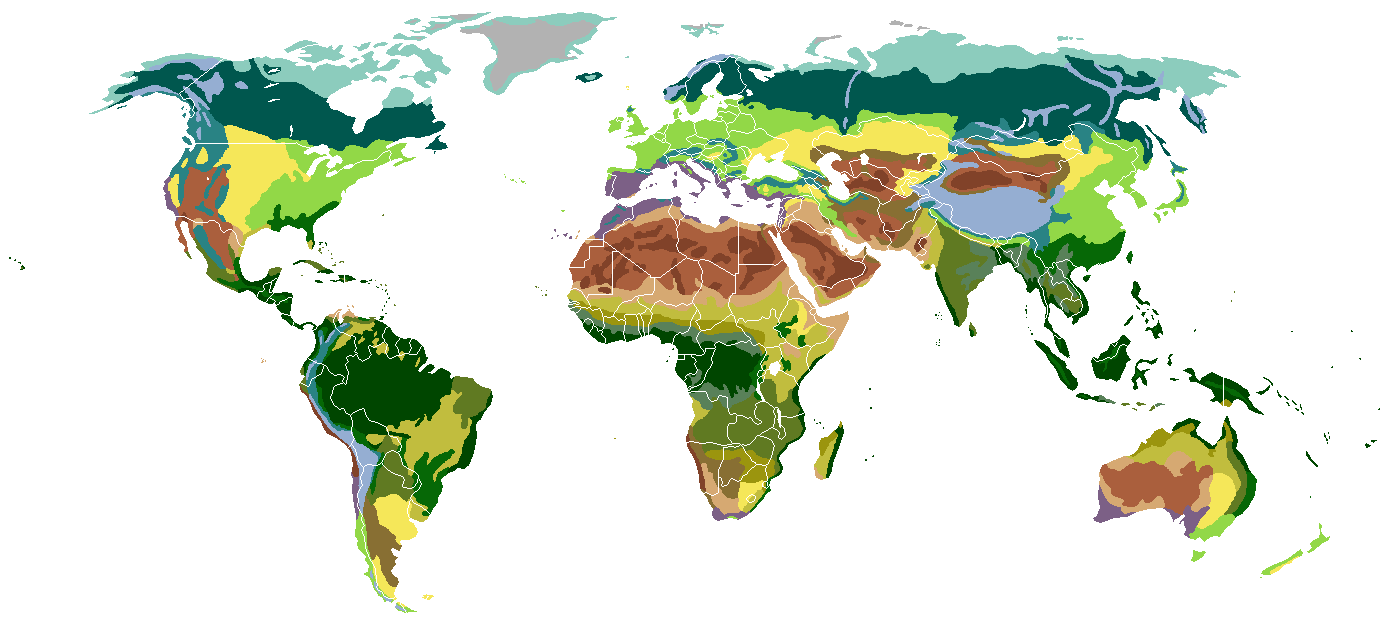
Условные обозначения:

В Евразии представлены все природные зоны. Это связано с большими размерами материка и протяжённостью с севера на юг.
Северные острова и высокие горы частично покрыты ледниками. Зона полярных пустынь распространяется преимущественно вдоль северного побережья и значительной части полуострова Таймыр. Далее идёт широкий пояс тундры и лесотундры, занимающие наиболее обширные области в Восточной Сибири (Якутия) и на Дальнем Востоке.
Почти всю Сибирь, значительную часть Дальнего Востока и Европы (северной и северо-восточной), покрывает хвойный лес — тайга. На юге Западной Сибири и на Русской равнине (центральных и западных частях), а также в Скандинавии и Шотландии расположены смешанные леса. Участки таких лесов имеются на Дальнем Востоке, в Маньчжурии, Приморье, Северном Китае, Корее и Японских островах. Листопадные леса преобладают в основном на западе материка в Европе. Небольшие участки этих лесов встречаются в восточной Азии (Китай). На юго-востоке Евразии расположены массивы влажных экваториальных лесов.
Центральные и юго-западные районы заняты преимущественно полупустынями и пустынями. На Индостане и Юго-Восточной Азии расположены районы редколесий и переменно-влажных и муссонных лесов. Субтропические и тропические леса муссонного типа также преобладают в восточном Китае, а умеренные их аналоги в Маньчжурии, Приамурье и Приморье. На юге западной части континента (преимущественно Средиземноморье и на Черноморском побережье) располагаются зоны жестколистных вечнозелёных лесов и кустарников (леса средиземноморского типа). Большие площади занимают степи и лесостепи, занимающие южную часть Русской равнины и юг Западной Сибири. Степи и лесостепи встречаются также в Забайкалье, Приамурье, обширные их районы есть в Монголии, а также в северном и северо-восточном Китае и Маньчжурии.
В Евразии широко распространены области высотной поясности.

### Фауна
В Индо-Малайскую область входят полуострова Индостан и Индокитай вместе с прилегающей частью материка, острова Тайвань, Филиппинские и Зондские; юг Аравии вместе с большей частью Африки входит в Эфиопскую область. Некоторые юго-восточные острова Малайского архипелага большинство зоогеографов относят к Австралийской зоогеографической области. Это деление отражает особенности развития евразийской фауны в процессе изменения природных условий в течение конца мезозоя и всего кайнозоя, а также связи с другими материками. Для характеристики современных природных условий представляют интерес древняя вымершая фауна, известная только в ископаемом состоянии, фауна, исчезнувшая в историческое время в результате деятельности человека, и современная фауна.
В конце мезозоя на территории Евразии формировалась разнообразная фауна, состоящая из однопроходных и сумчатых млекопитающих, змей, черепах и т. д. С появлением плацентарных млекопитающих, особенно хищников, низшие млекопитающие отступали на юг, в Африку и Австралию. Их сменили хоботные, верблюды, лошади, носороги, населявшие в кайнозое большую часть Евразии. Похолодание климата в конце кайнозоя привело к вымиранию многих из них или отступлению на юг. Хоботные, носороги и т. п. на севере Евразии известны только в ископаемом состоянии, а сейчас они обитают только в Южной и Юго-Восточной Азии. Верблюды и дикие лошади до недавнего времени были широко распространены во внутренних аридных частях Евразии.
Похолодание климата привело к заселению Евразии животными, приспособленными к суровым климатическим условиям (мамонт, тур и др.). Эта северная фауна, центр формирования которой находился в области Берингова моря и был общим с Северной Америкой, постепенно оттесняла на юг теплолюбивую фауну. Многие представители её вымерли, некоторые сохранились в составе современной фауны тундр и таёжных лесов. Иссушение климата внутренних районов материка сопровождалось распространением степной и пустынной фауны, которая сохранилась главным образом в степях и пустынях Азии, а в Европе частично вымерла.
В восточной части Азии, где климатические условия не претерпевали существенных изменений в течение кайнозоя, нашли себе убежище многие животные доледникового времени. Кроме того, через Восточную Азию происходил обмен животными между Голарктической и Индо-Малайской областями. В её пределах далеко на север проникают такие тропические формы, как тигр, японский макак и др.
В распределении современной дикой фауны по территории Евразии находят отражение как история её развития, так и особенности природных условий и результаты деятельности человека.
На северных островах и на крайнем севере материка состав фауны почти не меняется с запада на восток. Животный мир тундр и таёжных лесов имеет незначительные внутренние различия. Чем дальше к югу, тем различия по широте в пределах Голарктики становятся все более и более значительными. Фауна крайнего юга Евразии уже настолько специфична и столь сильно отличается от тропической фауны Африки и даже Аравии, что их относят к разным зоогеографическим областям.
Особенно однообразна на всем протяжении Евразии (так же как и Северной Америки) фауна тундр.
Наиболее распространённое крупное млекопитающее тундр — северный олень (Rangifer tarandus). Он уже почти не встречается в Европе в диком состоянии; это самое распространённое и ценное домашнее животное севера Евразии. Для тундры характерны песец, лемминг и заяц-беляк.

## Страны Евразии
Нижеприведённый список включает в себя не только государства, расположенные на материке Евразия, но и государства, расположенные на островах, причисляемых к Европе или Азии (пример — Япония). Общее число государств и зависимых территорий в Евразии — 116 (мировой рекорд), при этом 57 из них — европейские. Курсивом выделены государства с нечётким правовым статусом (см. непризнанные и частично признанные государства).

| - Республика Абхазия - Австрия - Азербайджан - Албания - Андорра - Армения - Афганистан - Азад Кашмир - Бангладеш - Бахрейн - Беларусь - Бельгия - Болгария - Босния и Герцеговина - Бруней - Бутан - Ватикан - Ва - Вазиристан - Великобритания - Венгрия - Восточный Тимор - Вьетнам - Германия - Греция - Грузия - Дания - Египет (малая часть) | - Израиль - Индия - Индонезия (большая часть) - Иордания - Ирак - Иран - Ирландия - Исландия - Испания - Италия - Йемен - Казахстан - Камбоджа - Катар - Кипр - Кыргызстан - Китай - Китайская Республика - КНДР - Кувейт - Лаос - Латвия - Ливан - Литва - Лихтенштейн - Люксембург - Малайзия - Мальдивы - Мальта - Молдова - Монако - Монголия - Мьянма - Непал - Нидерланды - Норвегия - ОАЭ - Оман - Пакистан - Государство Палестина - Польша - Португалия - Приднестровье - Республика Корея - Косово - Северная Македония - Россия - Румыния - Сан-Марино | - Саудовская Аравия - Северный Кипр - Сербия - Сингапур - Сирия - Словакия - Словения - Таджикистан - Таиланд - Туркменистан - Турция - Узбекистан - Украина - Филиппины - Финляндия - Франция - Хорватия - Черногория - Чехия - Швейцария - Швеция - Государство Шан - Шри-Ланка - Эстония - Южная Осетия - Япония |

### Зависимые территории
- Гибралтар (Великобритания)
- Остров Мэн (Великобритания)
- Кокосовые острова (Австралия)
- Фарерские острова (Дания)
- Британская Территория в Индийском Океане (Великобритания)
- Остров Рождества (Австралия)
- Акротири и Декелия (Великобритания)
- Гернси (Великобритания)
- Джерси (Великобритания)
- Аландские острова (Финляндия)
- Гонконг (Китай)
- Макао (Китай)

## Внутренние воды
Материк богат поверхностными и подземными водами. С его территорий крупнейшие реки текут во все океаны, кроме Южного. Озёра континента выделяются размерами и глубинами. Распределение рек на материке определяется рельефом и климатом, наиболее густая речная сеть на его окраинах. Внутренние воды Евразии распределены неравномерно.
Маловодные территории, удалённые и изолированные от океанов, занимают значительную площадь. Бассейны внутреннего стока составляют около одной второй площади материка. Большие запасы подземных вод обнаружены под Западно-Сибирской равниной. Вблизи высоких гор, соседствующих с котловинами, в засушливых районах грунтовые воды выходят в виде ключей. В таких местах в средней и Центральной Азии образовались оазисы. Много пресных вод хранят материковые льды (покровные — на арктических островах, горные — в ледниках). Реки Северного Ледовитого океана (Печора, Обь, Енисей, Лена и др.) имеют смешанное питание с преобладанием снегового и надолго замерзают. Многие реки, впадающие в Атлантический океан, не замерзают, питание у них в основном дождевое, в горах — ледниковое, они полноводны весь год. Наиболее крупные реки этого бассейна — Дунай, Рейн, Эльба, Неман и др. Реки бассейна Тихого океана имеют смешанное питание, в котором значительную роль играют дожди, приносимые летними муссонами с океана. Здесь текут самая крупная река Евразии — Янцзы и такие реки, как Амур, Хуанхэ, Меконг. В Индийский океан несут свои воды Ганг с Брахмапутрой, Инд, Тигр и Евфрат. Первые три из них начинаются в Гималаях, затем текут по равнинам, орошая их. Режим рек связан с таянием льдов и снегов в горах муссонами.